# ギニアビサウの大統領
ギニアビサウの大統領（ギニアビサウのだいとうりょう、ポルトガル語: Presidentes da República da Guiné-Bissau）は、ギニアビサウ共和国の元首たる大統領である。

## 概要
この国においては、クーデターによる政権移行期間などにおいて、国家元首としての大統領が不在の期間も存在するが、その間の国家元首もこの項目に含める。

## 元首の一覧
| ギニアビサウ国 (1973-1977)     |                                                         |        |                                             |                               |                                |                               |                                                 |
| 代                             | 大統領                                                  | 大統領 | 所属政党                                    | 期                            | 在任期間                       | 在任期間                      | 備考                                            |
| 01                             | ルイス・アルメイダ・デ・カブラル Luís de Almeida Cabral |        | ギニア・カーボベルデ 独立アフリカ党 (PAIGC) | 1                             | 1973年9月24日 - 1977年         | 3年 + 231日                   | 元首 （国家評議会議長）                         |
| 01                             | ルイス・アルメイダ・デ・カブラル Luís de Almeida Cabral | 2      | ギニア・カーボベルデ 独立アフリカ党 (PAIGC) | 1977年 - 1977年5月13日        | 元首 （国家評議会議長）        | 3年 + 231日                   |                                                 |
| ギニアビサウ共和国 (1977-現在) |                                                         |        |                                             |                               |                                |                               |                                                 |
| 代                             | 大統領                                                  | 大統領 | 所属政党                                    | 期                            | 在任期間                       | 在任期間                      | 備考                                            |
| (1)                            | ルイス・アルメイダ・デ・カブラル Luís de Almeida Cabral |        | ギニア・カーボベルデ 独立アフリカ党 (PAIGC) | 1                             | 1977年5月13日 - 1980年11月14日 | 3年 + 185日 （計 7年 + 51日） | 元首 （国家評議会議長）国名変更任期満了前に辞任 |
| 02                             | ジョアン・ヴィエイラ João Bernardo Vieira               |        | ギニア・カーボベルデ 独立アフリカ党 (PAIGC) | －                            | 1980年11月14日 - 1984年5月14日 | 3年 + 182日                   | 元首 （革命評議会議長）                         |
| 0－                            | カルメン・ペレイラ                                      |        | ギニア・カーボベルデ 独立アフリカ党 (PAIGC) | －                            | 1984年5月14日 - 1984年5月16日  | 2日                           | 大統領代行 （国民議会議長）                     |
| (2)                            | ジョアン・ヴィエイラ                                    |        | ギニア・カーボベルデ 独立アフリカ党 (PAIGC) | 2                             | 1984年5月16日 - 1989年6月19日  | 10年 + 136日                  | 元首 （革命評議会議長）                         |
| (2)                            | ジョアン・ヴィエイラ                                    | 3      | ギニア・カーボベルデ 独立アフリカ党 (PAIGC) | 1989年6月19日 - 1994年9月29日 | 元首 （革命評議会議長）        | 10年 + 136日                  |                                                 |
| (2)                            | ジョアン・ヴィエイラ                                    | 4      | ギニア・カーボベルデ 独立アフリカ党 (PAIGC) | 1994年9月29日 - 1999年5月7日  | 4年 + 220日                    | 在任中に亡命                  |                                                 |
| 0－                            | アンスマネ・マネ                                        |        | 無所属 （軍人）                             | －                            | 1999年5月7日 - 1999年5月14日   | 7日                           | 暫定元首 （暫定軍事評議会指揮官）               |
| 0－                            | マラム・バカイ・サニャ                                  |        | ギニア・カーボベルデ 独立アフリカ党 (PAIGC) | －                            | 1999年5月14日 - 2000年2月17日  | 279日                         | 大統領代行                                      |
| 03                             | クンバ・ヤラ                                            |        | 社会革新党 (PRS)                            | 5                             | 2000年2月17日 - 2003年9月14日  | 3年 + 209日                   | 任期満了前に辞任                                |
| 0－                            | ヴェリッシモ・コレイア・セアブラ                        |        | 無所属 （軍人）                             | －                            | 2003年9月14日 - 2003年9月28日  | 14日                          | 元首 （憲法・民主秩序回復軍事委員会委員長）     |
| 0－                            | エンリケ・ロザ                                          |        | 無所属                                      | －                            | 2003年9月28日 - 2005年10月1日  | 2年 + 3日                     | 暫定大統領                                      |
| (2)                            | ジョアン・ヴィエイラ                                    |        | 無所属                                      | 6                             | 2005年10月1日 - 2009年3月2日   | 3年 + 152日                   | 在任中に死去                                    |
| 0－                            | ライムンド・ペレイラ                                    |        | ギニア・カーボベルデ 独立アフリカ党 (PAIGC) | 6                             | 2009年3月2日 - 2009年9月8日    | 190日                         | 大統領代行                                      |
| 04                             | マラム・バカイ・サニャ                                  |        | ギニア・カーボベルデ 独立アフリカ党 (PAIGC) | 7                             | 2009年9月8日 - 2012年1月9日    | 2年 + 123日                   | 在任中に死去                                    |
| 0－                            | ライムンド・ペレイラ                                    |        | ギニア・カーボベルデ 独立アフリカ党 (PAIGC) | 7                             | 2012年1月9日 - 2012年4月12日   | 94日                          | 大統領代行在任中に辞任                          |
| 0－                            | ママドゥ・トゥーレ・クルマ                              |        | 無所属 （軍人）                             | －                            | 2012年4月12日 - 2012年5月11日  | 29日                          | 元首 （軍司令部長官）                           |
| 0－                            | マヌエル・セリフォ・ナマジョ                            |        | 無所属                                      | －                            | 2012年5月11日 - 2014年6月23日  | 2年 + 43日                    | 暫定大統領                                      |
| 05                             | ジョゼ・マリオ・ヴァス                                  |        | 無所属                                      | 8                             | 2014年6月23日 - 2020年2月27日  | 5年 + 249日                   | 任期延長                                        |
| 0－                            | チプリアーノ・カサマ                                    |        | 無所属                                      | －                            | 2019年6月27日 - 2019年6月29日  | 2日                           | 大統領代行 （国家人民議会議長） 在任中に辞任    |
| 06                             | ウマロ・シソコ・エンバロ                                |        | 無所属                                      | 9                             | 2020年2月27日 - （現職）       | 5年 + 13日                    |                                                 |
| 0－                            | チプリアーノ・カサマ                                    |        | 無所属                                      | －                            | 2020年2月28日 - 2020年3月1日   | 2日                           | 大統領代行 （国家人民議会議長） 在任中に辞任    |